# Basilea Schlink
Basilea Schlink (* 21. Oktober 1904 als Klara Schlink in Darmstadt; † 21. März 2001 ebenda) war eine deutsche evangelische Ordensgründerin.

## Leben
Nach Besuch des Lyzeums in Braunschweig und Darmstadt absolvierte sie von 1923 an eine Ausbildung am Fröbelseminar in Kassel, ab 1924 an der Sozialen Frauenschule der Inneren Mission in Berlin. 1929 wurde sie Lehrerin im Missionshaus Malche in Bad Freienwalde (Oder) für Deutsch, Psychologie und Kirchengeschichte. Nach einer Begabtenprüfung studierte sie ab 1930 in Berlin und Hamburg Psychologie, Kunstgeschichte und Philosophie. Das Studium schloss sie mit einer religionspsychologischen Dissertation ab über „Die Bedeutung des Sündenbewusstseins in religiösen Kämpfen weiblicher Adolescenten“.
Am 30. März 1947 gründete sie in Darmstadt zusammen mit Erika Madauss die evangelische Kommunität der Marienschwestern. 1948 wurden die beiden Gründerinnen und die ersten sieben Schwestern eingekleidet. Klara Schlink nannte sich fortan Mutter Basilea und Erika Madauss wurde Mutter Martyria. Die Evangelische Marienschwesternschaft Darmstadt hat weltweit heute elf Niederlassungen mit insgesamt 209 Schwestern, von denen sich etwa 130 in Darmstadt befinden. Nachdem in den 1990er Jahren Erika Madauss gesundheitlich immer angeschlagener wurde, zog Basilea Schlink die Ordensführung immer mehr an sich.
Basilea Schlink unterstützte 1965 die „Aktion Sorge um Deutschland e. V.“, die als evangelisches Pendant zur eher katholisch geprägten „Aktion Saubere Leinwand“ die christliche Werteordnung in der Gesellschaft durch freizügige Darstellungen von Sexualität in den Medien gefährdet sah.
Basilea Schlink war die Schwester des Theologieprofessors Edmund Schlink. Ihr Vater Wilhelm Schlink war Professor für Mechanik. Sie war zudem die Tante des Schriftstellers Bernhard Schlink.

## Werke (Auswahl)
- Hinterbliebenen-Büchlein, Oekumenische Marienschwesternschaft, 1959
- ... er kämpfe denn recht. 4. Aufl., Darmstadt 1969. (über sog. „Sündenkrankheiten“)
- Israel / Mein Volk, Oekumenische Marienschwesternschaft, 1959